# Alla scoperta di Babbo Natale/Ninna nanna di Brahms
Alla scoperta di Babbo Natale/Ninna nanna di Brahms è il ventinovesimo singolo della cantante italiana Cristina D'Avena, pubblicato nel 1986 e distribuito da C.G.D. Messaggerie Musicali S.p.A. 

## I brani
Alla scoperta di Babbo Natale è un brano composto da Ninni Carucci con il testo scritto da Alessandra Valeri Manera nonché sigla dell'anime omonimo. La base musicale fu utilizzata anche per la versione francese L'histoire du Père Noël nel 1988 che tuttavia andò in onda nella sola versione strumentale e per la versione tedesca Familie Nikolaus. La canzone è stata nuovamente interpretata nel 2009 con un nuovo arrangiamento per l'album natalizio Magia di Natale. 
Il lato B del singolo ospita una cover di Ninna nanna (Brahms) dal titolo Ninna nanna di Brahms. La canzone in origine composta da Johannes Brahms è stata adattata da Giordano Bruno Martelli e Giovanni Bobbio ed è rimasta per molto tempo inedita su album fino al 2009 con la raccolta Fai la nanna con Cicciobello. Anche questa come il lato A verrà nuovamente ricantata per l'album natalizio. 

## Tracce
- LP: FM 13151

Lato A
Testi di Alessandra Valeri Manera, musiche di Ninni Carucci; edizioni musicali Canale 5 Music.
1. Cristina D'Avena – Alla scoperta di Babbo Natale – 3:12

Lato B
Testi e musiche di Johannes Brahms, Giordano Bruno Martelli e Giovanni Bobbio; edizioni musicali Canale 5 Music.
1. Cristina D'Avena – Ninna nanna di Brahms – 2:49

## Produzione
- Alessandra Valeri Manera – Produzione artistica e discografica
- Direzione Creativa e Coordinamento Immagine Mediaset – Grafica
- Vittorio Orlando – foto

## Produzione e formazione dei brani

### Alla scoperta di Babbo Natale
- Carmelo Carucci – arrangiamento, tastiere e pianoforte
- Piero Cairo – sintetizzatore
- Giorgio Cocilovo – chitarre
- Paolo Donnarumma – basso
- Flaviano Cuffari – batteria
- I Piccoli Cantori di Milano – cori
- Niny Comolli – direzione cori
- Laura Marcora – direzione cori
- Moreno Ferrara – cori aggiuntivi
- Ricky Belloni – cori aggiuntivi
- Silvio Pozzoli – cori aggiuntivi

### Alla scoperta di Babbo Natale (2009)
- Valeriano Chiaravalle – tastiera e programmazione, produzione e arrangiamento per Castadiva, registrazione e mixing all'Aria Studio, Milano
- Luca Meneghello – chitarre
- I Piccoli Artisti "Accademia New Day" – cori
- Cristina Paltrinieri – direzione cori
- Giacinto Livia – cori aggiuntivi
- Simona Scuto – cori aggiuntivi
- Elena Tavernini – cori aggiuntivi

### Ninna nanna di Brahms
- Giordano Bruno Martelli –produzione, arrangiamento e supervisione musicale
- Giovanni Bobbio – produzione e arrangiamento
- Tonino Paolillo – Registrazione e mixaggio al Mondial Sound Studio, Milano
- I Piccoli Cantori di Milano – cori
- Niny Comolli – Direzione cori
- Laura Marcora – Direzione cori

### Ninna nanna di Brahms (2009)
- Valeriano Chiaravalle – tastiera e programmazione, produzione e arrangiamento per Castadiva, registrazione e mixaggio all'Aria Studio, Milano
- Luca Meneghello – chitarre
- Luca Visigalli – basso
- Serafino Tedesi, Simone Rossetti, Ikonomi Keti, Vitaliano De Rossi, Eugenio Ciavanni, Mariella Sancito, Alberto Bramani, Malgorzata Graczyk – violini
- Emilio Eria, Sohma Tamami – viole
- Marco Righi, Francesca Ruffilli – violoncelli
- I Piccoli Artisti "Accademia New Day" – Cori
- Cristina Paltrinieri – Direzione cori
- Giacinto Livia – Cori aggiuntivi
- Simona Scuto – Cori aggiuntivi
- Elena Tavernini – Cori aggiuntivi

## Pubblicazioni all'interno di album e raccolte
Alla scoperta di Babbo Natale e la sua reinterpretazione è stata pubblicata all'interno di alcuni album e raccolte della cantante mentre Ninna nanna di Brahms ha avuto meno pubblicazioni:
| Anno | Album                                     | Titolo                        | Versione                                            |
| ---- | ----------------------------------------- | ----------------------------- | --------------------------------------------------- |
| 1986 | Fivelandia 4                              | Alla scoperta di Babbo Natale | Versione originale                                  |
| 1987 | Cristina D'Avena con i tuoi amici in TV   | Alla scoperta di Babbo Natale | Versione originale                                  |
| 1987 | Fivelandia TV                             | Alla scoperta di Babbo Natale | Videoclip utilizzato per la trasmissione televisiva |
| 1989 | Cristina D'Avena e i tuoi amici in TV 3   | Alla scoperta di Babbo Natale | Versione originale                                  |
| 1991 | I grandi successi di Fivelandia           | Alla scoperta di Babbo Natale | Versione originale                                  |
| 1993 | Cantiamo con Cristina - Un mondo di amici | Alla scoperta di Babbo Natale | Versione originale                                  |
| 2000 | Cristina D'Avena e i tuoi amici in TV 13  | Alla scoperta di Babbo Natale | Versione originale                                  |
| 2002 | Greatest Hits                             | Alla scoperta di Babbo Natale | Versione originale                                  |
| 2003 | Greatest Hits - Volume 1                  | Alla scoperta di Babbo Natale | Versione originale                                  |
| 2004 | Cartoon Story                             | Alla scoperta di Babbo Natale | Versione originale                                  |
| 2005 | Cartoonlandia Girls                       | Alla scoperta di Babbo Natale | Versione originale                                  |
| 2006 | Fivelandia 3 & 4                          | Alla scoperta di Babbo Natale | Versione originale                                  |
| 2006 | Fivelandia 4                              | Alla scoperta di Babbo Natale | Versione originale                                  |
| 2009 | Fai la nanna con Cicciobello              | Ninna nanna di Brahms         | Versione originale                                  |
| 2009 | Magia di Natale                           | Alla scoperta di Babbo Natale | Versione 2009                                       |
| 2009 | Magia di Natale                           | Ninna nanna di Brahms         | Versione 2009                                       |
| 2010 | Bambini per sempre                        | Ninna nanna di Brahms         | Versione originale                                  |
| 2010 | Natale con Cristina                       | Alla scoperta di Babbo Natale | Versione 2009                                       |
| 2010 | Natale con Cristina                       | Ninna nanna di Brahms         | Versione 2009                                       |
| 2012 | Bim Bum Bam Compilation                   | Alla scoperta di Babbo Natale | Versione originale                                  |
| 2014 | Magia di Natale - Deluxe Edition          | Alla scoperta di Babbo Natale | Versione 2009                                       |
| 2014 | Magia di Natale - Deluxe Edition          | Ninna nanna di Brahms         | Versione 2009                                       |
| 2015 | Fivelandia Story                          | Alla scoperta di Babbo Natale | Versione originale                                  |
| 2018 | Fivelandia Reloaded - Volume 4            | Alla scoperta di Babbo Natale | Versione originale                                  |